# Политический предприниматель
Политический предприниматель — это человек, оказывающий влияние на принятие политических решений для достижения личных целей, которых он не смог бы достичь без такого влияния.
Согласно Джону Кингдону, американскому учёному, возглавлявшему в прошлом кафедру политологии в Мичиганском университете, данный термин не сильно зависит от определённого рода занятий того или иного индивида: политический предприниматель может как входить в официальные властные структуры, так и нет, может быть сотрудником НКО, возглавлять какую-либо заинтересованную группу или же быть членом исследовательской организации, может быть как назначенным, так и избранным лицом. Основной же характеристикой, выделяющей политического предпринимателя, является его желание инвестировать имеющиеся у него ресурсы — время, энергию, репутацию или деньги в продвижение каких-либо политических изменений, с целью получения выгод в будущем. В этом, политический предприниматель очень схож с классическим бизнес-предпринимателем — различие состоит лишь в сфере их деятельности.
Ряд исследователей отмечает принципиальное отличие "политического" от обычного предпринимателя: оно заключается в том, что выгоды от внесённых политическими предпринимателями изменений касаются не только их самих, но и прочих агентов, действующих в рамках структур, изменённых активностью политических предпринимателей.
Важно отличать понятия «политический предприниматель» и «лоббист»: лоббисты, в первую очередь, являются связующим звеном между заинтересованной группой (лидером которой и является политический предприниматель) и властными структурами. Некоторые учёные считают лоббистов подвидом политических предпринимателей.

## История
Концепты «политического предпринимательства» и политических предпринимателей зародились в рамках научных исследований, связанных с политологией и менеджментом, в начале 1980х годов. Помимо «политического предпринимательства» появились также разновидности данного понятия — «Институциональное предпринимательство», «исполнительное предпринимательство», «эволюционная политическая деятельность» и так далее. Основным мотивом исследований стала необходимость взглянуть с принципиально нового ракурса на феномен политических изменений. Важно отметить, что сначала (ещё в конце 60х годов) появились теории политических изменений, и лишь затем были выработаны понятия «политическое предпринимательство» и «политические предприниматели», то есть изначально вопрос о непосредственных акторах не был ясен.

## Ключевые понятия и теории
Окно возможностей — понятие, используемое для описания момента времени, наиболее оптимального для претворения в жизнь изменений, необходимых политическому предпринимателю. В контексте политического предпринимательства, данное понятие впервые было употреблено Джоном Кингдоном в его книге «Agendas, Alternatives and Public Policies»
Теория нескольких потоков (англ. Multiple Streams Theory) — теория также описанная Джоном Кингдоном. Её смысл заключается в том, что для успешного осуществления деятельности политических предпринимателей необходимо, чтобы вместе сошлись три так называемых «потока». Смысл первого "потока" состоит в том, чтобы необходимость какого-либо изменения (реформы и т. п.) была осознаваема обществом (в первую очередь, политической элитой) в качестве проблемы (Problem Stream). Второй «поток» — наличие выработанного механизма по решению данной проблемы (Policy Stream) и третий — наличие желания и воли внутри полномочных политических институтов провести необходимое изменение (Politics Stream). Согласно Кингдону, когда все три «потока» сходятся, политическим предпринимателям остаётся лишь дождаться открытия «окна возможностей», то есть возникновения благоприятной политической конъюнктуры.

## Критика
Критика "политического предпринимательства", как теории, в основном базируется на понятии "встроенного агента" (англ. Embedded Agency). Согласно данному понятию, индивид находящийся внутри определённых политических структур и институтов, не способен предвидеть и претворить в жизнь какие-либо изменения, связанные с деятельностью этих институтов или иных структур. Причиной тому является феномен "встроенного агента": институт, частью которого является индивид, структурирует его сознание, задаёт его интересы и определяет его идентичность, делая невозможным мышление индивида за институциональными рамками и, следовательно, любые реформы с его стороны. Ответом на данную критику является указание рядом исследователей на тот факт, что среда, в которой действуют агенты ( в том числе и политические предприниматели) сконструирована самими агентами и сконструирована временно: агенты способны в любой момент переконструировать её или создать что-то принципиально новое, поскольку единственная цель сконструированной самими агентами среды - быть непосредственной институциональной реакцией на постоянно меняющиеся условия того или иного исторического этапа развития мира.

## Кейс политического предпринимательства
Ярким примером деятельности политических предпринимателей стало включение авиационного сектора в систему Европейского Союза по торговле выбросами парниковых газов. Данная система была запущена в 2005 году — основной её целью было сокращение выбросов парникового газа стран ЕС для выполнения экологических норм установленных Киотским протоколом, вступившим в силу как раз в 2005 году. Система торговли выбросов была разбита на три временные фазы и в первую, начавшуюся в 2005 году, были включены лишь выбросы отраслей с наиболее высоким потреблением энергии и сами генераторы энергии. Авиационный сектор (было известно задолго до 2005 года), к удивлению многих, остался за бортом первой фазы. Соответственно, ещё задолго до вступления в силу первой фазы в 2005 году, образовался круг политических предпринимателей, целью которого было добиться включения авиации во вторую фазу системы по торговле выбросами. В этот круг вошли несколько комиссаров из Еврокомиссии, непосредственные представители от авиационного сектора, а также ряд НКО, например «Европейская Федерация Транспорта и Окружающей среды». Впоследствии, к ним присоединились несколько научных центров и исследовательских организаций. Их усилиями, за период до 2005 года, проблема авиационных выбросов и их влияния на окружающую среду стала более известна и гораздо более глубоко изучена. Необходимость ограничить авиационные выбросы стала очевидной для широкой публики (Problem Stream). Политические предприниматели проводили сравнительный анализ различных механизмов сокращения выбросов (например, сравнение эффективности торговли выбросами со введением прямого налога на выбросы) и пришли к выводу, что механизм торговли выбросами является наиболее выгодным и гибким (что было особенно важно для политических предпринимателей со стороны авиационной индустрии). Таким образом, был установлен необходимый механизм (Policy Stream). Политический «поток» существовал с самого начала, поскольку некоторые из политических предпринимателей были членами Европейской Комиссии. «Окно возможностей» открылось в 2005 году, когда председательство в Совете Европейского Союза получила Великобритания — страна с 2003 года резко расширившая свой авиапарк и срочно нуждавшаяся в принятии какого-либо механизма по регулированию авиационных выбросов. В итоге, авиация уже в 2005 году была включена во вторую фазу Системы по торговле выбросами, которая начала своё действие в 2008 году.